# Poręby (województwo dolnośląskie)
Poręby – wieś w Polsce, położony w województwie dolnośląskim, w powiecie oleśnickim, w gminie Twardogóra.
Wchodzi w skład sołectwa Łazisko.
Do 2024 r. miejscowość była przysiółkiem wsi Łazisko. W latach 1975–1998 przysiółek należał administracyjnie do województwa wrocławskiego.